# Mine de diamants d'Argyle
La mine de diamant d'Argyle (The Argyle Diamond Mine) est une mine de diamants située dans la région du Kimberley oriental dans l'extrême nord de l'Australie-Occidentale. C'était la plus importante mine de diamants au monde en volume, bien qu'en raison de la faible proportion de diamants de qualité, elle ne soit pas leader en valeur. C'était la seule source importante connue de diamants roses, produisant plus de 90 % de l'approvisionnement mondial. Elle fournissait en outre une grande partie des autres diamants de couleur naturelle, comme champagne, cognac et les rares diamants bleus. Argyle est passée d'une mine à ciel ouvert à une mine souterraine en 2013. Elle ferme le 3 novembre 2020 à la suite de l'épuisement des gisements de diamant. Son démantèlement devrait prendre 5 à 10 ans.
La mine de diamants d'Argyle est aussi remarquable pour avoir été la première mine de diamants commerciaux qui exploite une cheminée volcanique de lamproïte, plutôt qu'une cheminée de kimberlite plus courante. Les tentatives antérieures d'extraction de diamants d'une cheminée de lamproïte dans l'Arkansas, aux États-Unis s'étaient révélées commercialement infructueuses. La mine appartenait au groupe Rio Tinto, une société minière diversifiée qui détient également la mine de diamants Diavik au Canada et la mine de diamants Murowa au Zimbabwe.